# 劉易斯敦海茨 (蒙大拿州)
劉易斯敦海茨（英語：Lewistown Heights）是位於美國蒙大拿州弗格斯縣的普查規定居民點。

## 人口
根據2020年美國人口普查的數據，劉易斯敦海茨的面積為6.10平方千米，皆為陸地。當地共有人口364人，而人口密度為每平方千米59.67人。